# 纓瘦波魚
纓瘦波魚（学名：Leptocypris crossensis）为輻鰭魚綱鯉形目鲤科的其中一種，被IUCN列為次級保育類動物，分布於非洲奈及利亞十字河流域，體長可達9.5公分，棲息在底層水域。

## 扩展阅读
維基物種上的相關：[[Wikispecies:Leptocypris crossensis|]]